# Nadka Goltjeva
Nadka Goltjeva, född den 12 mars 1952 i Tjuritjeni, Bulgarien, är en bulgarisk flre detta basketspelare som var med och tog OS-brons 1976 i Montréal. Detta var första gången damerna deltog vid de olympiska baskettävlingarna. Fyra år senare var hon med och tog OS-silver 1980 i Moskva. 